# Perizoma exempta
Perizoma exempta là một loài bướm đêm trong họ Geometridae.